# AT&T T-5
AT&T T-5 (ehemals DirecTV-5 und Tempo 1) war ein Fernsehsatellit, welcher HDTV-Fernsehen für DirecTV-Nutzer in Nordamerika bot.

## Geschichte
Der Satellit wurde, genau wie sein Schwestersatellit Tempo 2, ursprünglich als Tempo 1 für den US-amerikanischen Satellitenbetreiber TeleCommunications Satellite, Inc. gebaut. Vor dem geplanten Start des Satelliten verlor das Unternehmen jedoch durch eine Auktion die Lizenzrechte für die geostationäre Position bei 110° West. Im Jahr 1999 kaufte das Telekommunikationsunternehmen DirecTV beide Tempo-Satelliten zusammen mit den Rechten an der 110-West°-Position. Im August 2000 wurde Tempo 1 in DirecTV-5 umbenannt.
Der Start erfolgte dann nach jahrelanger Verzögerungen am 7. Mai 2002 auf einer russischen Proton-K-Trägerrakete vom Kosmodrom Baikonur in einen geostationären Transferorbit. DirecTV-5 war bei 110° West stationiert.
Am 7. Dezember 2018 wurde er in einen Ruhezustand versetzt, da DirecTV die 110°-West-Orbitalposition aufgab. Stand Oktober 2022 ist er weiterhin auf seiner ursprünglichen Position stationiert und dient als Backup-Satellit.

## Technische Daten
Space Systems/Loral baute DirecTV-5 auf Basis ihres SSL-1300-Satellitenbusses. Er war mit 32-Ku-Band-Transpondern ausgestattet und wurde durch zwei große Solarmodule und Batterien mit Strom versorgt. Er war dreiachsenstabilisiert und besaß ursprünglich eine geplante Lebensdauer von 15 Jahren.